# Acantilados y Fondos Marinos de Calahonda-Castell de Ferro
Acantilados y Fondos Marinos de Calahonda-Castell de Ferro este o arie protejată (arie specială de conservare — SAC, sit de importanță comunitară — SCI) din Spania întinsă pe o suprafață de 972,7 ha, integral pe uscat.

## Localizare
Centrul sitului Acantilados y Fondos Marinos de Calahonda-Castell de Ferro este situat la coordonatele 36°42′08″N 3°22′58″W / 36.7023°N 3.3829°V.

## Înființare
Situl Acantilados y Fondos Marinos de Calahonda-Castell de Ferro a fost declarat sit de importanță comunitară în decembrie 2003 pentru a proteja 22 de specii de animale. Situl a fost protejat și ca arie specială de conservare în august 2015.

## Biodiversitate
Situată în ecoregiunile marină mediteraneană și mediteraneană, aria protejată conține 7 habitate naturale: Tufărișuri termo-mediteraneene și de pre-deșert, Tufărișuri halo-nitrofile (Pegano-Salsoletea), Matorral arborescenți cu Zyziphus, Faleze cu vegetație de Limonium spp. endemic de pe coastele mediteraneene, Pseudostepă cu ierburi și specii anuale de Thero-Brachypodietea, Recifuri, Vegetație anuală la limita mareei.
La baza desemnării sitului se află mai multe specii protejate:
- păsări (20): pescăruș albastru (Alcedo atthis), Apus caffer, Calonectris diomedea, prundăraș de sărătură (Charadrius alexandrinus),  prundaș gulerat mic (Charadrius dubius), șerpar (Circaetus gallicus), egretă mică (Egretta garzetta), șoim călător (Falco peregrinus), Galerida theklae, piciorong (Himantopus himantopus), Hydrobates pelagicus, Larus audouinii, pescăruș-cu-cap-negru (Larus melanocephalus), Oenanthe leucura, Phalacrocorax aristotelis aristotelis, Puffinus mauretanicus, chiră de baltă (Sterna hirundo), chiră mică (Sternula albifrons), silvie de tufiș (Sylvia undata), chiră de mare (Thalasseus sandvicensis)
- mamifere (1): delfin mare (Tursiops truncatus)
- reptile (1): Caretta caretta

Pe lângă speciile protejate, pe teritoriul sitului au mai fost identificate 3 specii de plante, 2 specii de mamifere, 39 de specii de nevertebrate, 3 specii de reptile.